# Non-dualité
 (janvier 2018).
Si vous disposez d'ouvrages ou d'articles de référence ou si vous connaissez des sites web de qualité traitant du thème abordé ici, merci de compléter l'article en donnant les références utiles à sa vérifiabilité et en les liant à la section « Notes et références ».
La non-dualité désigne à la fois l'unité fondamentale qui, selon certaines écoles philosophiques orientales, sous-tendrait la diversité apparente, la multiplicité des formes du monde, et les approches philosophiques ou pratiques qui conduiraient à comprendre la dualité entre transcendantalisme et immanence. En Occident, certains courants philosophiques abordent le concept de non-dualité.

## Spiritualité et religions orientales
La non-dualité est un enseignement de plusieurs traditions telles que l'hindouisme (advaita vedānta), le bouddhisme, le taoïsme, le soufisme qui offrirait à l'homme de réaliser sa vraie nature par la compréhension intime qu'il ne fait qu'un avec tout. C'est dans la Chandogya Upanishad qu'est cité pour la première fois le célèbre "Tat tvam asi" (Tu es cela). Le zen, de même, déclare par exemple que cela seul existe, et que de cela, on ne peut rien dire et rien séparer.
« De l'Esprit-Un émerge la dualité, mais ne t'attache même pas à cet un. » Seng Ts'an, troisième patriarche du Zen.

### Taoïsme
Dans le taoïsme, l'alternance constante des principes yin et yáng exprime l'unité ultime appelée t'ai chi (Faîte suprême), ou dào. Pour les taoïstes, la dualité et la multiplicité sont des reflets de l'Un. L'humain, empêtré dans le jeu antinomiste des paires duelles, ne voit pas qu'elles sont la manifestation de ce seul et même principe, ne parvient pas à en réaliser le sens et l'origine, puis à suivre la voie naturelle du « non-agir » (wuwei, 無為), qui signifie la fin de l'attachement, des passions, de l'individualité, et finalement, l'harmonisation avec la « vertu efficiente » (De 德) et spontanée (ziran, 自然) du dào (道 ).

### Bouddhisme
(mars 2020).
Dans les traditions non-dualistes du bouddhisme, c'est-à-dire le zen, le dzogchen, le mahāmudrā, le madhyamaka, il est également question du « non-agir » de la nature non duelle. Des notions telles que non-effort, non-soi, non-méditation, non-pensée, etc., se réfèrent toutes à une transcendance, une mise hors-jeu de la dualité intrinsèque que « pose en s'opposant » n'importe quel concept: agir, avoir, être, le moi, le vrai, le bien…
Longchenpa (1308-1363), un des plus célèbres érudits et yogis tibétains, qui a rassemblé et coordonné les enseignements nyingmapas, parlant plus précisément de rigpa, s'exprime ainsi :
« Face à des objets sans finalité s'élèvent des perceptions sans réalité.

Dès que la conscience sans attachement se libère non-duellement,

Les phénomènes mentaux sont la symphonie de l'esprit. […]

Ceux qui souhaitent se libérer entrent calmement dans le non-agir,

Où l'esprit demeure dans sa condition naturelle sans artifices. »
De façon générale, le bouddhisme mahayana expose la non-dualité du samsara et du nirvāṇa, de la forme et de la vacuité, de l'objet et du sujet, etc. Par exemple, dans Le soutra du parfait Éveil (ch.36), attribué à Bouddha :
« Il n'y a ni identité ni différence, ni asservissement ni libération. Maintenant vous savez que tous les êtres sensibles sont originellement de parfaits Éveillés; que samsara et nirvana sont comme le rêve de la nuit dernière. Nobles fils, puisqu'ils sont comme les rêves de la nuit dernière, vous devriez savoir que samsara et nirvana n'ont ni avènement ni cessation. ni allée ni venue. Dans cette réalisation il n'y a ni gain ni perte, ni adoption ni rejet. Dans celui qui réalise il n'y a pas  "s'efforcer", "laisser-aller", "arrêter les pensées" ou "éliminer les passions". Dans cette réalisation il n'y a ni sujet ni objet, et ultimement ni Réalisation ni Réalisé. La nature [ultime] de tous les phénomènes est égale et indestructible. »
Même si le bouddhisme originel n'est pas explicitement non dualiste, en tant que « voie du milieu », il se tient à distance des deux extrêmes que sont l'être et le néant :
« Ce monde est supporté par un dualisme, celui de l'existence et de la non-existence. Mais quand on voit avec juste discernement l'origine du monde tel qu'il est, « non-existence » n'est pas le terme qu'on retient. Quand on voit avec juste discernement la cessation du monde tel qu'il est, "existence" n'est pas le terme qu'on retient. » (Kaccayanagotta Sutta)

### Hindouisme
Dans l'hindouisme, le brahman ou l'Un est un état de l'être où toutes les distinctions entre sujet et objet n'existent pas. Il est identique à l'Âtman, le Soi ou la pure conscience. Pour l'advaïta, tout est une seule et même réalité, et les distinctions entre, l'Un et le Soi, entre objet et sujet résultent de l'ignorance de sa vraie nature qui transcende le temps et l'espace. Dans cet état d'ignorance, l'individu resterait prisonnier des illusions du monde, la māyā, et n'échapperait pas aux réincarnations successives, fruit de son karma. C'est une conception similaire à celles du bouddhisme et du taoïsme.
Des courants shivaïtes tels que le shivaïsme du Cachemire ou le lingayatisme ont également adopté des points de vue non dualistes.

## En occident
La non-dualité n'est pas absente des philosophies occidentales, mais il semble qu'elle ne fut pas aussi clairement énoncée, la non-dualité proclamant l'identité de l'homme et de Dieu, ce qui a  pu être considéré blasphématoire par les églises dominantes. L'expérience mystique aboutissant naturellement à l'effacement de toutes les dualités, toutes les séparations, certains mystiques chrétiens ont exprimé cette non-dualité de façon assez claire : Maître Eckhart. Leurs témoignages se rapprochent par exemple de ceux du moine zen Hakuin, évoquant l'esprit de non-naissance, ou encore de la description du quatrième état de conscience, turiya, de la tradition hindoue, ou l'expérience de disparition de l'ego. Chez les philosophes, seuls quelques auteurs comme Plotin ou Spinoza affirment clairement une position non dualiste. Spinoza affirme l'existence d'une seule substance infinie et éternelle à la fois Dieu et Nature, réalité unique qui n'est ni matière, ni pensée, mais pure joie d'être, position reprise par des philosophes contemporains comme Clément Rosset ou Bruno Giuliani.

### Philosophie
Il existe nombre de philosophes occidentaux clairement non dualistes, bien qu'il ne s'agisse pas toujours de la thématique centrale de leur œuvre.

#### Philosophe antique et médiéval
Parmi les philosophes s'intéressant de très près à la non-dualité, il y a certains présocratiques (Héraclite, Parménide, etc), les stoïciens (Sénèque, Marc Aurèle), les sceptiques (voir le concept d'ataraxie, proche de celui d'éveil spirituel), puis les néoplatoniciens (Plotin, Proclos, etc), le philosophe mystique d'inspiration néoplatonicienne Pseudo-Denys l'Aréopagite, et encore plusieurs philosophes mystiques médiévaux tels que Maître Eckhart ou Jean Tauler. 

#### Philosophe moderne et contemporain
Plus tard viendra Spinoza, selon lequel la raison permet de comprendre par intuition qu'il n'existe qu'une seule substance. La matière et la pensée ne seraient donc que deux manières pour cette unique substance d'apparaître, lorsque l'esprit cherche à concevoir la réalité. Toute la sagesse consisterait à comprendre que tout ce qui survient est l'expression nécessaire de cette unique substance qu'il appelle indistinctement Dieu ou la nature. Cette compréhension génère à la fois amour et liberté. [réf. nécessaire]
Plus près de nous, mentionnons Schopenhauer, Husserl, Heidegger, Karl Jaspers ou encore Georges Bataille et Gilles Deleuze.
Beaucoup de ces penseurs divergent sur l'interprétation philosophique de la non-dualité, mais tous ont en commun la mise en avant d'une expérience intime et transcendantale de l'unité entre sujet et objet.

### Néo-Advaïta
Un courant plus récent, généralement désigné sous le terme générique « non-dualité », mais correspondant plus précisément par ses racines à un Néo-Advaïta ou Néo-Védanta est apparu en Occident dans la seconde moitié du XXe siècle. Ses promoteurs sont généralement des occidentaux qui ont été disciples de maîtres indiens et sont retournés dans leur pays pour exposer leur compréhension de ce système de philosophie (Jean Klein, Arnaud Desjardins, Andrew Cohen, Eckhart Tolle, Francis Lucille).